# NGC 5828A
NGC 5828A is een spiraalvormig sterrenstelsel in het sterrenbeeld Ossenhoeder. Het hemelobject werd op 24 juni 1887 ontdekt door de Amerikaanse astronoom Lewis A. Swift.

## Synoniemen
- MCG 8-27-52
- ZWG 248.43
- IRAS 14591+5011
- PGC 53619